# اسپرس زرد
اسپرس زرد (نام علمی: Onobrychis galegifolia) نام یک گونه از سرده اسپرس است.